# Горобець блідий
Горобець блідий (Passer diffusus) — вид горобцеподібних птахів родини горобцевих (Passeridae).

## Поширення
Вид поширений в Південній Африці. Мешкає в саванах і лісах Анголи, Замбії, Малаві, в прибережних районах Танзанії, на островах Пемба, Занзібар і Мафія, а також у Мозамбіку, Зімбабве, Намібії, Лесото, Свазіленді та Південній Африці.

## Підвиди
- P. d. diffusus (A. Smith, 1836) — від Анголи та Намібії до західної Зімбабве та півночі ПАР;
- P. d. luangwae Benson, 1956 — на схід від Замбії;
- P. d. mosambicus Someren, 1921 — південний схід Замбії, північ Мозамбіку та південний схід Танзанії;
- P. d. stygiceps Clancey, 1954 — від півночі Зімбабве та півдня Малаві до півдня Мозамбіку та сходу Південної Африки.